# Rosières-aux-Salines
Rosières-aux-Salines település Franciaországban, Meurthe-et-Moselle megyében. Lakosainak száma 2814 fő (2022. január 1.). Rosières-aux-Salines Anthelupt, Coyviller, Damelevières, Dombasle-sur-Meurthe, Ferrières, Hudiviller, Saffais, Saint-Nicolas-de-Port, Varangéville és Vigneulles községekkel határos.

## Népesség
A település népessége az elmúlt években az alábbi módon változott:
| Lakosok száma | 2584 | 2830 | 2946 | 2817 | 2873 | 2865 | 2858 | 2870 | 2851 | 2814 |
|               | 1968 | 1982 | 1990 | 2006 | 2013 | 2015 | 2017 | 2019 | 2020 | 2022 |